# Blef (gra)
Blef – gra karciana nawiązująca do pokera. Jej szczególną zaletą jest wysoka dowolność w zakresie liczby graczy.

## Zasady
W grze używa się jednej talii o 24 kartach. W pierwszej rundzie gry każdy gracz otrzymuje po jednej karcie, i wybrany gracz rozpoczyna licytację. Podczas licytacji kolejni gracze próbują przewidzieć możliwy układ pokerowy, który wystąpił w puli wszystkich rozdanych kart, na podstawie kart w swoim ręku oraz zgłoszeń innych graczy. Jeżeli kolejny gracz uważa, że ostatnie zgłoszenie nie pokrywa się z rzeczywistością, może zażądać sprawdzenia. Jeśli ostatnie zgłoszenie zgadza się, przegrywa rundę sprawdzający, jeśli nie, ostatnio licytujący. Po przegranej rundzie przegrany gracz zbiera karty, tasuje, rozdaje, i kolejny gracz rozpoczyna nową rundę – gracz, który ostatnio przegrał we wszystkich kolejnych rundach będzie otrzymywał o jedną kartę więcej. Z tego powodu w kolejnych rundach liczba rozdanych kart wzrasta, zatem jest coraz wyższa szansa na rzadsze kombinacje.
Grę przegrywa gracz, który osiągnie ustalony limit kart – w grze klasycznej wynosi on 6, czyli jeśli rundę przegrał gracz z 5 kartami w ręku, odpada. Dla zachowania porządku rozdaje on po raz ostatni tzw. pogrzebówkę, ponieważ sam już nie uczestnicy w rozgrywce. Wygrywa zaś gracz, który pozostanie sam w grze.
Może wystąpić sytuacja, zazwyczaj gdy prawie wszystkie karty są rozdane, kiedy jeden gracz wylicytuje najwyższy układ (duży poker w piku), a kolejny gracz nie będzie chciał zażądać sprawdzenia. Wtedy gracze mogą kontynuować licytację przewidując możliwy układ pokerowy tym razem wśród kart nierozdanych.
Odmiennym wariantem jest granie, dopóki pozostają jeszcze karty nierozdane. Gdy ich nie ma, odpada gracz z największą ilością kart, i gra toczy się dalej. Dzięki takiemu rozwiązaniu kolejne odpadnięcie następują w pewnych odstępach – w grze klasycznej po odpadnięciu trzeciego gracza ostatni gracz odpada zwykle w kolejnej rundzie, co sprawia, że gra nie ma interesującego finału, pojedynku między dwoma wygranymi.

## Starszeństwo zgłoszeń
Zgłaszając sekwencję, należy podać jej nazwę, oraz parametr/y.
Parametry to albo wartość karty albo kolor.
Zgłoszenie uważa się za wyższe, jeżeli jest ono starsze typem, lub równe typem i wyższe ważniejszym parametrem, lub równe typem, ważniejszym parametrem i starsze mniej ważnym parametrem.

### Starszeństwo i wymagane parametry typów zgłoszeń
- poker królewski (kolor)
- poker (kolor)
- kareta (wartość)
- kolor (kolor)
- full (wartość, wartość)
- trójka (wartość)
- duży strit
- mały strit
- dwie pary (wartość, wartość)
- para (wartość)
- wysoka karta (wartość)

W przypadku fulla, za ważniejszy parametr uważa się wartość określającą trzy z pięciu kart. W przypadku dwóch par za ważniejszy parametr uważa się wyższą wartość.

## Starszeństwo wartości i kolorów
Kolory:
- pik
- kier
- karo
- trefl

Wartości:
- as
- król
- dama
- walet
- dziesiątka
- dziewiątka